# Gargantuavis
Gargantuavis ist eine ausgestorbene Gattung flugunfähiger Vögel (im weiteren Sinne) aus der Gruppe der Ornithothoraces. Funde stammen aus der Oberkreide von Südfrankreich und Nordspanien. Die einzige bekannte Art der bislang monotypischen Gattung ist Gargantuavis philoinos.

## Etymologie und Forschungsgeschichte
Der Gattungsname Gargantuavis nimmt Bezug auf Gargantua, einen der beiden Riesen aus François Rabelais’ Romanzyklus Gargantua und Pantagruel in Kombination mit dem lateinischen „avis“ für „Vogel“. Der Artzusatz „philoinos“ (altgriechisch für „Einer der den Wein liebt“) bezieht sich auf die Fundstelle des Holotypus inmitten von ausgedehnten Weingärten.
Erste Berichte über die fossilen Überreste eines großen Vogels aus der Oberkreide Südfrankreichs stammen aus dem Jahr 1995. Die Erstbeschreibung von Gattung und Typusart erfolgte 1998 durch Éric Buffetaut und Jean Le Loeuff auf Basis des Holotypus (MDE C3-525) eines Synsacrums und Teilen des Os Ilium, sowie des Fragmentes eines rechten Femurs. Die Autoren ordneten das Fundmaterial den Ornithothoraces zu.
2009 wurden durch Gerald Mayr Bedenken angemeldet, ob es sich bei Gargatuavis tatsächlich um einen Vogel handelt oder ob die Fossilreste nicht vielleicht doch eher einem Vertreter der azhdarchiden Flugsaurier zuzuschreiben sind, diese Zweifel wurden durch Buffetaut und Le Loeuff 2010 in einer umfassenderen Analyse jedoch ausgeräumt.
2013 und 2015 folgte die Beschreibung von weiterem fossilen Belegmaterial aus unterschiedlichen Fundstellen in Südfrankreich und 2017 schließlich auch aus Nordspanien. 2014 veröffentlichten Anusuya Chinsamy und andere zudem noch die Ergebnisse histologischer Untersuchungen am 1998 gemeinsam mit dem Holotypus beschriebenen Oberschenkelknochen-Fragmentes. 2016 fassen Buffetaut und Delphine Angst die zu diesem Zeitpunkt bekannten Informationen über Gargantuavis philoinos in einem Review-Artikel zusammen.

## Fossilbeleg
Gargantuavis ist nur sehr bruchstückhaft mit entsprechendem Fossilmaterial belegt. Mehrere Beckenfragmente lassen sich zwar mit einiger Sicherheit ein und demselben Taxon zuordnen, bei anderen isolierten Skelettelementen (Oberschenkelknochen, Halswirbel) ist dies nicht direkt möglich und die Zuordnung zu Gargantuavis stützt sich im Wesentlichen auf das Fehlen anatomischer Widersprüche und die Annahme, dass nur eine Art von großen, flugunfähigen Vögeln denselben Lebensraum bewohnt hat.
Alle Fossilien die bislang Gargantuavis zugeordnet wurden, stammen aus terrestrischen Sedimenten die stratigraphisch dem oberen Campanium bis unteren Maastrichtium zugeordnet werden:
- Ohne Inventarnummer: Fragment eines Synsacrums; Fox-Amphoux (SO-Frankreich)[3]
- MDE C3-525 (Holotypus): Synsacrum und Fragmente des Os ilium; Stratum typicum: Marnes de la Maurine Formation, Campagne-sur-Aude (SW-Frankreich)[2]
- MDE A-08: Fragment eines Oberschenkelknochens; Villespassans (SW-Frankreich)[2]
- MC-MN 478: Halswirbel; Cruzy (SW-Frankreich)[6]
- BN 758 und BN 763: Jeweils Fragmente von Synsacrum und Os ilium sowie ein mögliches Rippenfragment; Fox-Amphoux (SO-Frankreich)[7]
- MCNA 2583: Fragment eines Synsacrums; Laño (Nordspanien)[8]
- MN 1335: vollständiger, aber wesentlich kleinerer Oberschenkelknochen; Cruzy (SW-Frankreich)[10]

## Merkmale

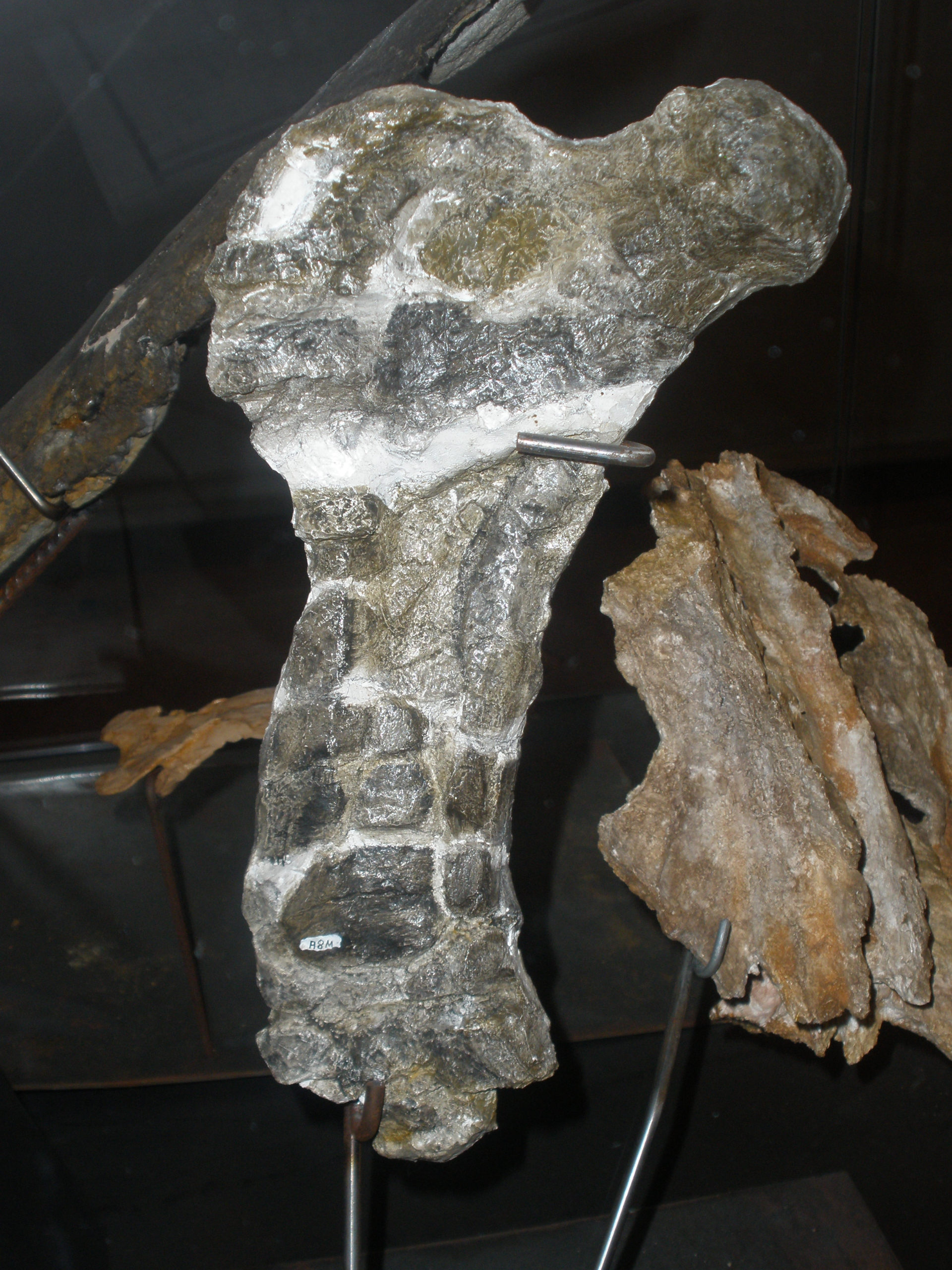
Oberschenkelknochen MDE A-08; der Fortsatz rechts oben ist der Gelenkskopf („Caput femoris“), der Fortsatz links oben die „Crista trochanterica“

Buffetaut und Le Loeuff beschreiben Gargantuavis philoinos als flugunfähigen Vogel etwa von der Größe eines Afrikanischen Straußes. Die Körpermasse wird auf Basis des Umfangs des Oberschenkelknochens (MDE A-08) auf 141 kg geschätzt und liegt damit ebenfalls annähernd in der Größenordnung eines Afrikanischen Straußes. Der zweite, kleinere Oberschenkelknochen (MN 1335) deutet auf eine Körpermasse von etwa 57 kg hin und insgesamt auf Dimensionen, die in etwa dem eines Emus entsprechen. Die Unterschiede werden entweder auf ontogenetische Variationen und/oder auf einen möglichen Sexualdimorphismus zurückgeführt.
Die Beschreibung der arteigenen Merkmale folgt der Diagnose durch Buffetaut und Angst, 2016:
Das Becken ist breit mit sehr weit vorne liegenden Hüftgelenkspfannen. Das robuste und relativ kurze Synsacrum ist bauchseitig gebogen und besteht aus mindestens zehn vollständig miteinander verschmolzenen Wirbeln. Die beiden Darmbeine berühren sich rückwärtig, oberhalb des Synsacrums, nicht. Ein deutlich ausgebildeter Antitrochanter (eine Gelenkfläche am Darmbein von Vögeln, die als Gegenstück zum Trochanter major des Oberschenkelknochens wirkt) liegt posterodorsal zur Hüftgelenkspfanne. Die Beckenknochen sind stark pneumatisiert.
Die Halswirbel sind heterocoel, d. h. die Gelenksflächen zwischen den einzelnen Wirbelkörpern sind sattelförmig, konkav in einer Ebene und konvex in der Ebene senkrecht dazu. Die caudale Gelenksfläche ist ungewöhnlich schmal.
Der Oberschenkelknochen ist kräftig. Eine randlich abgerundete „Crista trochanterica“ ist vorhanden. Ein posteriorer Trochanter wie bei Archaeopteryx oder Vertretern der Enantiornithes scheint hingegen zu fehlen.

## Systematik
Die systematische Stellung von Gargantuavis philoinos innerhalb der Ornithothoraces ist unklar. Eine Zugehörigkeit zu den Enantiornithes scheint aufgrund der bekannten anatomischen Merkmale unwahrscheinlich. Buffetaut und Angst vermuten 2013 zwar eine nähere Verwandtschaft mit den Ornithurae, aus Mangel an geeigneten Fossilbelegen bleibt dies jedoch Spekulation, wie die Autoren später auch selbst betonen und Gargantuavis gilt als „incertae sedis“ innerhalb der Ornithothoraces.

## Palökologie

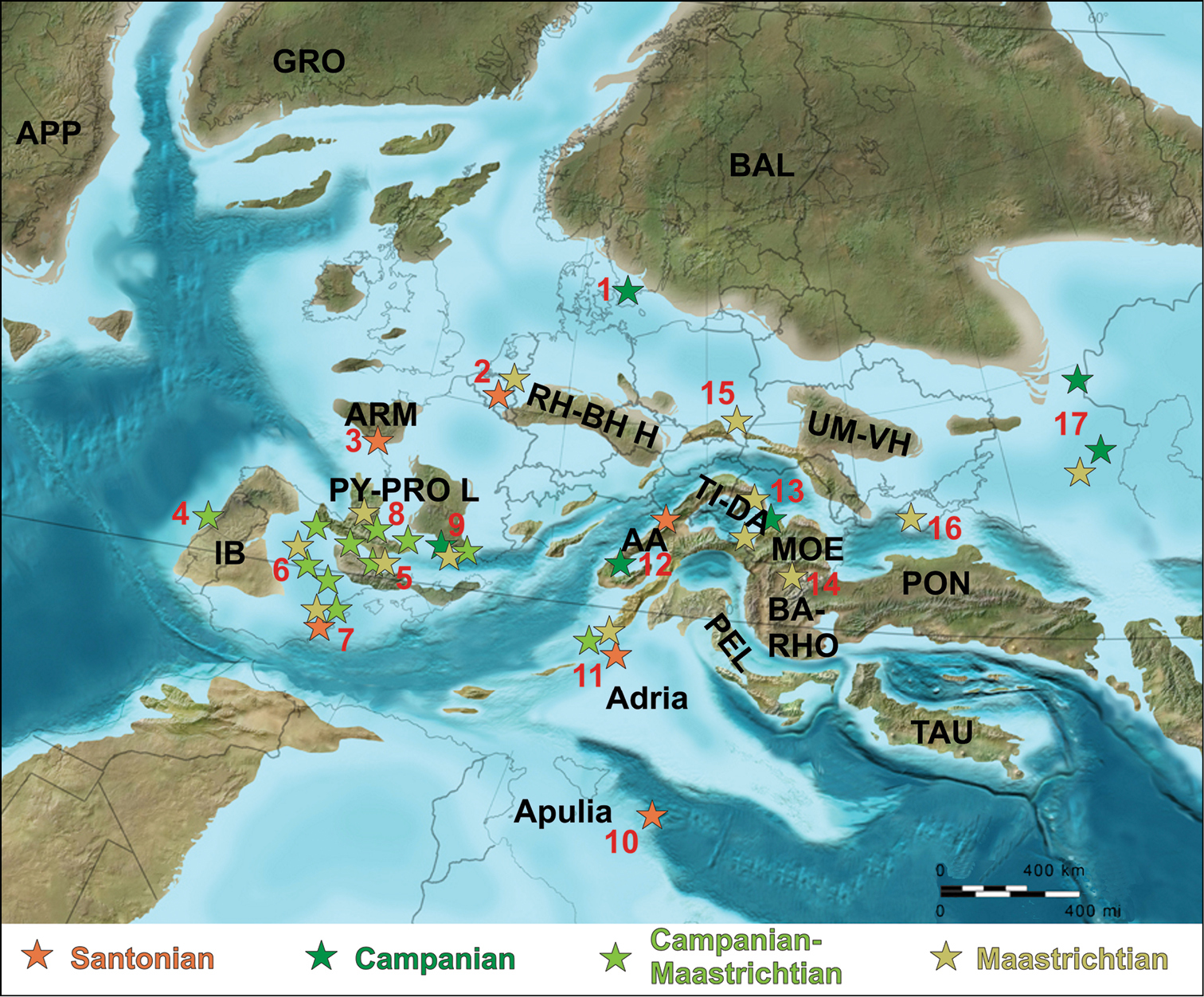
Paläogeographische Karte Europas für den Zeitraum Santonium–Maastrichtium, die Fundstellen von Gargantuavis entsprechen in etwa den hellgrünen Sternen unterhalb des Schriftzuges „PY-PRO L“ („PYrenean-PROvencal Landmass“); aus Csiki-Sava et al., 2015.

Mitteleuropa bestand während der oberen Kreidezeit aus einer Ansammlung von größeren und kleineren, weitgehend voneinander isolierten Inseln („Europäischer Kreide-Archipel“). Der Lebensraum von Gargantuavis befand sich im südwestlichsten Abschnitt dieses Archipels und war zeitweise in einzelne Teilinseln untergliedert und zeitweise zu einer größeren Landmasse („Ibero-armorikanische Insel“) vereinigt. Aus anderen Bereichen des Europäischen Kreide-Archipels liegen keine Fossilnachweise für Gargantuavis vor und die Gattung scheint für die „Ibero-armorikanische Insel“ endemisch zu sein.
Eine Detailanalyse der Fundstelle bei Cruzy charakterisiert den Ablagerungsraum als verflochtenes Flusssystem unter „tropischen“ klimatischen Bedingungen mit wechselweise trockenen und feuchten Jahreszeiten, wobei Letztere regelmäßig zu kurzfristigen Überschwemmungsereignissen führten. Dieser Befund steht in guter Übereinstimmung mit den histologischen Analysen am Oberschenkelknochen MDE A-08 die Hinweise auf eine verlängerte Wachstumsphase mit rhythmisch wechselnden Wachstumsschüben und Wachstumsstops ergaben. Hier liegt möglicherweise eine Anpassung als lokaler Inselendemit an die vorherrschenden klimatischen Bedingungen und das daraus resultierende Nahrungsangebot vor.
Die bislang vorliegenden Kenntnisse zur Anatomie von Gargantuavis deuten darauf hin, dass der Vogel flugunfähig war. Das, im Vergleich zur Länge, relativ breite Becken wird als Hinweis auf eine graviportale Fortbewegungsweise interpretiert. Gargantuavis dürfte dementsprechend auch kein besonders schneller Läufer gewesen sein. Wie sich die Gattung in einem isolierten Inselenvironment, in dem zeitgleich auch große fleischfressende Theropoden lebten, trotzdem durchsetzen konnte, ist noch ungeklärt.
Da wesentliche Teile des Skelettes, insbesondere Schädel und Kiefer, völlig unbekannt sind, lassen sich auch noch keine stichhaltigen Angaben zur Ernährungsweise machen.